# Няня (фільм, 1965)
«Няня» (англ. The Nanny) — британський кінотрилер 1965 року, створений режисером Сетом Холтом за однойменним романом (1964) американської письменниці Евелін Пайпер. У головній ролі — Бетті Девіс.

## Сюжет
Десятирічний Джої провів два роки в школі для емоційно неврівноважених дітей після того, як його звинуватили в тому, що він втопив свою молодшу сестру Сюзі. Директор школи повідомляє батька Джої, Білла, що його син виказує сильну неприязнь до жінок середнього віку. Це стосується й няньки родини, якій Джої не довіряє.
Коли Джої повертається додому, він відмовляється їсти їжу, яку готує няня, підозрюючи, що вона може отруїти його. Він покидає кімнату, яку для нього приготувала няня, і переходить до іншої, двері якої замикаються зсередини. Груба поведінка Джої засмучує його невротичну матір, Вірджинію, яка схильна до меланхолії, бо все ще оплакує смерть Сюзі. Няня втішає Вірджинію, як робила, коли піклувалася про неї та її сестру Пен, коли вони були дітьми.
Насправді ж, у день смерті Сюзі няні зателефонували і вона пішла з дому, покинувши дітей без нагляду. Маленька Сюзі випадково впустила ляльку у порожню ванну, намагалася дістати її і, впавши на дно ванни, забилася і знепритомніла. По поверненню няня зайшла до ванної кімнати і повернула кран щоб наповнити ванну, не зазирнувши за занавіску душа, яка приховувала дівчинку. Пізніше, вона знаходить Сюзі, яка плаває у воді долілиць. Вона божеволіє і починає купати вже мертву дівчинку. Врешті вона розуміє, що Джої відомо що то вона винна у смерті Сюзі.
Джої вмовляє 14-річну Боббі Медман, яка мешкає з батьком-лікарем в квартирі поверхом вище, взяти участь в жорстокому жарті: він кладе ляльку у ванну і відкручує кран. Няня заходить до ванної кімнати, бачить ляльку у воді і жахається, бо це нагадує їй про те, як вона знайшла мертву Сюзі. Пізніше Джої в мокрому одязі з'являється у вікні Боббі і стверджує, що няня намагалася втопити його.
Білл — посланник королеви, від'їжджає у справах до Бейрута. Джої відмовляється їсти періг, який няня приготувала для нього, і та додає отруту до їжі Вірджинії. Після того як Вірджинія потрапляє до лікарні, в усьому  звинувачують Джої. Тітка Пен, у якої слабке серце, приходить посидіти з ним.
Пен прокидається серед ночі і застає няню під дверима Джої з подушкою в руках. Няня стверджує, що принесла подушку для Джої, але Пен нагадує їй, що вона не дозволяла їй і Вірджинії зайві подушки, коли вони були дітьми. Запідозривши, що няня збиралася задушити Джої, Пен питає в неї, що насправді сталося, коли хлопчик вибіг з ванної кімнати у промоклому одязі. Раптом у Пен починається серцевий напад. Замість допомогти їй, няня забирає в неї ліки.
Поки Пен помирає, няня розповідає їй, що у неї була дочка, і що того дня її викликали до неї, оскільки та померла через незаконний аборт. Повернувшись додому у шоковому стані, вона випадково вбила Сюзі, після чого збожеволіла. Няня зізнається, що не може залишити Джої живим через страх, що хто-небудь повірить йому і це поставить під загрозу її роботу. Коли няня завершує свою розповідь, Пен вже мертва.
Няня намагається ввійти до спальні Джої, але пастка, налаштована ним, будить його, і він намагається втекти. Няня встигає схопити його за ногу, він падає і втрачає свідомість. Вона кладе його до ванни і наповнює її водою. Раптом няня згадує, як знайшла тіло Сюзі, і витягає хлопчика з води.
Доктор Медман навідує Вірджинію у лікарняній палаті, розповідає про те, що трапилося і пояснює, що няня психічно хвора. Також він повідомляє, що Джої теж тут і хоче її бачити. Вірджинія говорить сину, що знає про няню усю правду.

## У ролях
| Актор           | Роль                   |
| --------------- | ---------------------- |
| Бетті Девіс     | няня                   |
| Вільям Дікс     | Джої Фейн              |
| Венді Крейг     | Вірджинія Фейн         |
| Джилл Беннетт   | тітка Пен              |
| Джеймс Вильєрс  | Білл Фейн              |
| Памела Франклін | Роберта Медман (Боббі) |
| Джек Вотлінг    | доктор Медман          |
| Моріс Денем     | доктор Бімастер        |
| Альфред Берк    | доктор Віллс           |
| Ангарад Обрі    | Сюзі Фейн              |
| Гаррі Фаулер    | молочник               |